# روئوره (پیمونت)
روئوره (به ایتالیایی: Roure) یک کومونه در ایتالیا است که در استان تورین واقع شده‌است. روئوره ۵۹٫۶ کیلومتر مربع مساحت و ۸۹۷ نفر جمعیت دارد و ۷۵۰ متر بالاتر از سطح دریا واقع شده‌است.